# Skyfire
Skyfire é uma banda de death metal melódico e progressive metal originária da Suécia.

## História
A banda formou-se em 1995, em Höör na Suécia. Inicialmente era composta por Andreas Edlund, Martin Hanner, Jonas Sjögren e Tobias Björk.
Depois de gravarem a primeira demo Within Reach, Henrilk Wenngren juntou-se á banda e juntos gravaram a segunda demo The Final Story (2000). Esta demo chamou a atenção das editoras pelo seu som épico e atmosférico. A banda assinou, então, com a editora Hammerheart Records.
Em Março de 2001 é lançado o álbum de estreia: Timeless Departure, que utiliza teclados para criar uma atmosfera sinfônica, que é depois aliada ao black, power e death metal.
Em 2003 sai o segundo álbum da banda Mind Revolution. Logo a seguir Joakim Jonsson substitui Tobias Björk. A banda entra em digressão com bandas como Ancient Rites, Blood Red Throne e Thyrfing. Skyfire termina o contracto com a Hammerheart Records e assina com Arise Records.
O terceiro álbum Spectral é lançado em Maio de 2004. O álbum é bem recebido pelos fans e pela media. Segue-se novamente uma tournée europeia.
O ano de 2007 é de mudança para Skyfire. A banda começou a escrever novo material e já anda á procura de uma nova editora. Henrik Wenngren deixa a banda e entra para o seu lugar Joakim Karlsson.

## Membros atuais
- Andreas Edlund − guitarra, sintetizadores
- Martin Hanner − baixo, sintetizadores
- Joakim Karlsson − vocais
- Joakim Johnsson − bateria, guitarra
- Johan Reinholdz − guitarra

### Antigos
- Jonas Sjögren − baixo
- Tobias Björk − bateria
- Henrik Wenngren − vocais

## Discografia
- 1998 - Within Reach  (EP)
- 2000 - The Final Story  (EP)
- 2001 - Timeless Departure
- 2003 - Mind Revolution
- 2004 - Spectral
- 2009 - Esoteric
- 2017 - Liberation in Death